# Garth Hudson (cầu thủ bóng đá)
George "Garth" William Hudson (26 tháng 10 năm 1923 - 13 tháng 8 năm 2014) là một cầu thủ bóng đá người Anh có 402 lần ra sân ở Football League thi đấu cho Portsmouth và Swindon Town.